# Butadiè
El butadiè o butadié és un diè conjugat simple amb la fórmula C₄H₆. És un producte químic important industrial que es fa servir com a monòmer en la producció de goma sintètica. Quan es fa servir la paraula butadiè, la majoria de les vegades es fa referència a l'1,3-butadiè.

## Història
El 1863, el químic francès E. Caventou,va aïllar un hidrocarbur de la piròlisi de l'alcohol amílic Aquest hidrocarbur es va identificar com butadiè el 1886 aillant-lo del petroli. El 1910 el químic rus Serguei Vassílievitx Lébedev polimeritzà el butadiè i obtingué un material amb les propietats de la goma però era massa tou per substituir el cautxú natural d'aplicacions com els pneumàtics dels cotxes.
En els anys anteriors a la Segona guerra Mundial s'origina la indústria del butadiè, especialment per motius estratègics, ja que les plantacions mundials de cautxú estaven controlades per l'Imperi britànic. partir de 1929 les gomes basades en el butadiè i estirè ja es pogueren utilitzar en els pneumàtics.

## Usos
La majoria del butadiè es polimeritza per fer gomes sintètiques. El polibutadiè combinat amb altres productes com l'estirè i/o acrilonitril es torna elàstic.
Petites quantitats de butadiè s'empren per fer adiponitril i altres materials sintètics com el cloroprè.
També se'n fan xiclets.

## Seguretat
L'exposició perllongada al butadiè afecta el sistema nerviós central.
Se sospita que l'1,3 butadiè és carcinogen i teratogen.